# Bartolomeo della Rovere
Bartolomeo della Rovere (Savona, 1447 - Roma, 1495) fue un religioso franciscano italiano, nepote de Sixto IV. 

## Biografía
Hijo de Raffaello della Rovere, senador de Roma, y de Teodora di Manirolo, de origen griego, tuvo varios hermanos: Giuliano, Leonardo, Luchina y Giovanni.
Era un simple fraile franciscano cuando en 1471 su tío Francesco fue elegido papa como Sixto IV y comenzó a favorecer a sus familiares con toda clase de beneficios eclesiásticos.  En 1472 o 1473 Bartolomeo fue nombrado obispo de Massa Maritima, dos años después de Ferrara y en 1480 patriarca de Jerusalén.
Muerto hacia el año 1495, fue sepultado en la catedral de San Giorgio de Ferrara.